# Sarkandaugava
Sarkandaugava est un voisinage du district du Nord  à Riga en Lettonie..

## Géographie
Le quartier de Sarkandaugava est situé au nord du centre-ville de Riga, sur la rive droite du Daugava.
Il est délimité, entre-autres, par la Viestura prospekts et par un affluent du fleuve Daugava, la Sarkandaugava (lv) dont le quartier tire son nom.
Le quartier est traversé, entre-autres, par les rues Sarkandaugava et Duntes iela.
Par voie terrestre, il borde les quartiers de Mīlgrāvis, Mežaparks, Brasa, Skanste, Pētersala-Andrejsala et Kundziņsala reliés par des ponts, par voie lacustre, il borde les quartiers de Vecmīlgrāvis et de Spilve.
La superficie totale du quartier de Sarkandaugava est de 7,596 km2, soit environ 2/5 de plus que la superficie moyenne des quartiers de Riga.
La longueur du périmètre du quartier est de 15,595 km.
Les frontières du quartier de Sarkandaugava deviendront plus clairement identifiables après la construction de la voie ferrée du corridor Mer du Nord-Baltique, qui marquera la frontière sud du quartier, tout comme  Tilta iela, Viestura prospekts, Lēdurgas iela, marquent actuellement la frontière orientale du quartier. et le canal de Sarkandaugava et le canal de Mīlgravis respectivement les frontières ouest et nord.

## Bâtiments
- Église orthodoxe de la Transfiguration du Seigneur (ru)
- Église de la Sainte-Trinité
- Église du Christ-Roi
- Musée Dauderi (ru)

## Transports
- Bus: 	 2, 11, 24, 48, 49, 58
- Trolleybus: 3
- Tramway :	 5 9